# 黃金太陽 開啟的封印
《黄金太阳 开启的封印》是奇幻電子角色扮演遊戲黄金太阳系列的首部作品，游戏由Camelot开发，任天堂于2001年8月在日本發行。和发行于翌年的续作《黄金太阳 失落的时代》一样，两作都运行于Game Boy Advance平台。游戏引入了一些令人耳目一新的元素，如可以用来攻击敌人的“元素精灵”等。
在游戏故事中，年轻的炼金术士意外地解开了炼金术的封印，而后他们又得知炼金术的尘封是为了保护世界，为了阻止炼金术彻底回归维亚德世界，他们踏上了旅途。在旅行的路上中，炼金术士们学会了新的技能（即“精神力”），并帮助着他人，同时他们也了解了炼金术被封印的原因。在续作《失落的时代》中，游戏将以本作反派的视角看待世界。
游戏得到了媒体的高度评价，IGN的克雷格·哈里斯称赞《开启的封印》是在所有的2D日本RPG中最好的。本作的全球销量超过了100万份。第三作《黄金太阳 漆黑的黎明》发售于2010年，讲述了前两作主角子辈的故事。

## 游戏玩法

黄金太阳系列的魔法，即精神力，它可以用于迷宫或战斗中。图为在迷宫中使用冰冻精神力，把地面上的水冷冻成冰柱

《黄金太阳 开启的封印》用现代的方式表现了传统的電子角色扮演遊戲。在游戏中，玩家控制着一行四人旅行在奇幻的世界中，和其他人对话，与怪物战斗，习得更强大的精神力，获得更好的道具，并推动故事情节的发展。虽然很多游戏任务需要玩家按顺序完成，但也有一些允许玩家先暂时跳过，等到后面再返回完成。
游戏的多数时间并非耗于战斗，而是用在遗迹、山洞等迷宫上。这些迷宫往往集多重难题于一身，需要玩家用各种方式来解开，包括把木头推到河里建一座临时的桥，或通过操作铁轨的转辙器来乘矿车到达新地点等。此外，迷宫中的许多机关必须要用精神力才能破解，这和许多只能在战斗或战后使用魔法回复生命值的游戏形成了鲜明对比。一些精神力有两种用途，例如“旋风”不但可以在战斗中攻击敌人，还能在地图中清除挡路的藤蔓。精神力都源自四大元素：地（掌管岩石与植物）、火（掌管火与热）、风（掌管风与电）、水（掌管水与冰）。一些迷宫在前期会由于缺乏精神力而无法解开，它们可以在后期习得相应的精神力后解决。

### 战斗与精灵

游戏有很多战斗特效。如图，一把巨剑从天而降，是为盖亚之剑的武器特效

和其他RPG一样，《开启的封印》也包括随机战和推动剧情的BOSS战。当一场战斗打响之后，GBA屏幕将全部用来显示战斗画面；战斗环节中，随着双方的交替攻击，人物和背景画面以伪3D的效果不停旋转。在战斗中，玩家在用各种方式击败敌人的同时，必须保护自己的队伍不被全灭（如使用药品，发动回复系精神力或执行防御）。当所有角色的HP都为0时，游戏就“Game Over”了，之后玩家就会自动返回到最近去过城镇的神殿，并可以通过支付金钱复活队员。当战役胜利后，玩家会获得经验值和金币，还有可能得到怪物随机掉落的道具。
除了剧情模式外，《开启的封印》还可以在游戏启动菜单进入对战模式。在对战模式中，玩家需选择一个剧情模式存档以载入战斗队伍，进入竞技场和电脑控制的强敌作战。此外，玩家可以从四人队伍中选择三人和其他玩家联机对战。在对战模式下，不论战斗输赢，经验值和金币都不会受影响。
游戏的一大特色就是收集和操控元素精灵——一种形似生物的元素力量。精灵们分散隐藏在游戏世界各处，一旦捉住后，就可以在角色间进行分配。附身的精灵会影响角色的能力值，还能改变掌握的精神力种类，不同的精灵对角色职业的影响也不尽相同。随着人物职业的转变，其攻击力、防御力等属性会发生变化，所掌握的精神力也会改变。
玩家可以让精灵“附身”到单个角色身上或让其保持“待命”状态。精灵附身到人物身上的同时将会影响该角色能力值，并可能改变被附身者的职业与掌握的精神力。每个精灵都有自己的特殊能力，可以通过在战斗中施放他们来使用；在战斗中让精灵解除附身，转为待命状态时，它的能力就会被释放。本作每种元素的精灵各有7个，这些精灵可以在四位主角间混合搭配，不同的组合方式会形成不同的职业。
在战斗中，精灵有着多种用途。每个精灵都有自己的特殊效果，在战斗中由被附身者施放它们即可使用；这些特殊效果包括以元素之力攻击，使用增益、减益魔法，治愈、复活角色等。精灵施放成功后将一直保持“待命”状态，直到再次“附身”角色。处于待命状态的精灵虽不能影响主角的职业与能力，却可以用来发动召唤，召唤出的神兽会强有力地攻击每一个敌人。但召唤是一个高风险的行动：精灵用来召唤后必须休息几回合后才能自动附身，在这期间精灵将不再能提高主角的能力或改变职业。本作有16种召唤兽，需要1-4个同元素精灵待命方能召唤。

## 情节

### 世界观
游戏故事发生在一个叫“维亚德”的巨大奇幻世界中，它和地球一样也由海洋和几块大陆组成。在续作《黄金太阳 失落的时代》中可知，游戏世界采用了地平说，几近椭圆的世界边缘是地之瀑布，海洋之水不断从那里落到无尽的深渊中。本作剧情发生在世界的中部，即安加拉大陆的东部和刚多瓦纳大陆的南部，主角的旅程贯穿了世界最大的两块大陆。
维亚德由神话中的四元素支配，世界中所有的物质都由地、水、火、风这四种元素构成。在游戏世界里，四元素可以由曾经最强大的力量，万能的炼金术操控。由于炼金术被尘封，导致在现在的维亚德里已经难觅其踪了。然而在世界各处，一些天资聪慧的人却生来就能通过精神力控制某一种元素，这些人就叫做炼金术士，他们通常不会向外界展示自己的特殊能力。

### 角色
在本作中，玩家一共可以控制四名角色。罗宾是来自海迪亚村的17岁地元素使，在本作中是一名沉默的队长。杰拉德是17岁的火元素使，也来自海迪亚，是罗宾的亲密同伴。伊万是15岁的風元素使，一直和卡莱依镇的名商哈梅特生活在一起。米雅莉是17岁的水元素使，来自终年积雪的依米尔村，她是玛求里一族的后裔，擅于治疗。在游戏的序章，玩家还可以控制17岁的火元素使加斯敏，她是罗宾童年时的另一名好友。
游戏两个实力强大的反派萨帝罗斯和梅娜蒂是来自维亚德最北方普罗可斯村的火之一族，他们的目的是让炼金术重新回归维亚德；而协助他们的神秘水使阿历克斯和米雅莉一样都是玛求里一族的后裔。18岁的地元素使加西亚是加斯敏的哥哥，在三年前被萨帝罗斯和梅娜蒂所救。

### 剧情
远古时曾盛行于维亚德的精神力极大地推动了社会文明的发展，然而，曾经繁荣的世界随着炼金术的封印而逐渐失落。解开封印的钥匙，即封印着元素之力的四颗元素之星就藏在阿尔法山的神殿中，它们由山脚下海迪亚的村民世代守护着。在游戏的序章中，萨帝罗斯和梅娜蒂所在的行动小队试图闯进阿尔法山夺取元素之星，然而破解陷阱的失败却引发了暴风雨和山上巨岩的滚落，二人也被迫逃了出来。
三年之后，罗宾、杰拉德、加斯敏和他们的老师斯库莱塔进入了阿尔法山进行探索。当他们来到神殿深处时，遇到了再入神殿的萨帝罗斯和梅娜蒂，此外还有帮手加西亚和阿历克斯，萨帝罗斯等人逼迫罗宾把已经到手的三颗元素之星交出来。当罗宾摘取到第四颗元素之星时，火山爆发了，萨帝罗斯在逃跑劫持了斯库拉塔和加斯敏，以作为得到第四颗元素之星的筹码。负责守护阿尔法山的贤者交给了罗宾和杰拉德一个任务，阻止萨帝罗斯把元素之星投到灯塔里，否则重现的炼金术将会让世界再次动荡。
在罗宾和杰拉德追赶萨帝罗斯的途中，伊万和米雅莉加入了队伍，虽然一行人竭尽全力，却依然没能阻止萨帝罗斯用水星之星将灯塔点燃。在第一个灯塔点燃后，萨帝罗斯他们继续向下一个目标前进，而罗宾也紧追不舍。在追赶的途中，罗宾得知萨帝罗斯又绑架了另一个人：女风元素使西芭。当萨帝罗斯和梅娜蒂正准备用金星之星点燃的第二个灯塔时，正好碰到前来阻止罗宾一行；为了消灭罗宾，二人融合成了一个巨大的双头龙，却依然战败被杀。而萨帝罗斯的队伍以加西亚和阿历克斯为首，带领着加斯敏、西芭、斯库拉塔以点燃剩下两座灯塔为目标继续旅行着。游戏以罗宾一行乘船出海继续完成使命而结束。

## 开发
Camelot用了12至18个月的时间来开发《开启的封印》，这段开发周期对掌机游戏来说算是很长了，因而游戏成品也被认为是“慢工出细活”的证明。在2000年8月日本举办的任天堂Spaceworld博览会上，Camelot展示过一个早期的试玩版。北美玩家在美版发布几周前先玩到了日版游戏，IGN评论道：“为世嘉开发光明與黑暗系列的经验帮助Camelot开发了一款精彩的掌机RPG。”
Camelot最初的计划是开发单部《黄金太阳》，而非所见现在的系列；在项目的早期阶段，他们本计划将《黄金太阳》设计到任天堂64上，但当任天堂64将被任天堂GameCube取代的迹象出现时，Camelot便集中精力将游戏开发于掌机Game Boy Advance平台；但直到此时，《开启的封印》仍然只打算设计成一部。由于Game Boy Advance的容量有限，加之开发者亦有设计成两部之意，游戏终以《黄金太阳 开启的封印》和《黄金太阳 失落的时代》两作的形式面世。在编剧高桥宏之和监制高桥秀五设计的《光明力量III》中，游戏将通过“正”“反”两个视角看待世界，由于是个衔接剧情的有效方法，因而在黄金太阳系列的设计上也是如此，即让玩家在《开启的封印》中控制“正派”，在《失落的时代》中控制“反派”。
游戏Wii U Virtual Console于2014年4月3日在日本发行，4月17日在美欧发行。

## 评价
| 汇总媒体     | 得分            |
| ------------ | --------------- |
| GameRankings | 90%（45个评价） |
| Metacritic   | 91%（29个评价） |

| 媒体              | 得分     |
| ----------------- | -------- |
| G4                | 5/5      |
| Game Informer     | 8.5，9.0 |
| GamePro           | 5/5      |
| GameSpot          | 8.6/10   |
| IGN               | 9.7/10   |
| Fami通            | 34/40    |
| Thunderbolt Games | 9/10     |
| Advance           | 94%      |

| 媒体       | 奖项            |
| ---------- | --------------- |
| 任天堂力量 | 年度最佳GBA游戏 |

《开启的封印》在日本和北美分别售出了33.8万份和74万份。游戏在Metacritic和GameRankings的汇总得分分别为91%和90%。游戏在包括画面，音效和以精灵系统与对战模式为代表的多样玩法内，均获得了大量的好评；有些评论者认为，纵使受到了32-bit卡带的技术限制，但游戏画质依然非常高；GameSpot称“《开启的封印》不输给最好的SFC游戏”。而批评声主要集中在游戏过场对话过多，尤其是在序章；还有批评声指称游戏走了大多数角色扮演游戏“逛地图，打随机战，战斗胜利，继续逛地图，再次打随机战……”的老套路。
G4 TV称“这是迄今为止的最佳原创GBA角色扮演游戏”，GamePro亦评论其为“宏大的、神奇的、非常有趣的RPG，似乎它不只一个GBA游戏”。《Game Informer》称游戏为“视觉大餐”，并称其画面“会令超級任天堂玩家感到震惊”。评论家注意到游戏和之前的日式RPG相似，因而相信游戏能“轻而易举的夺得最佳原创GBA角色扮演游戏”，并成为“GBA角色扮演王国的新典范”。《Advance》把《开启的封印》和口袋妖怪系列做了比较，并认为游戏画面“一饱眼福”，声音“如电影一般令人震撼”，虽然杂志谈到了游戏剧情“很陈词滥调”的毛病，但依然称游戏为“有史以来最好的掌机角色扮演游戏”。

在2001年，《开启的封印》获得任天堂力量奖之年度最佳Game Boy Advance游戏。游戏亦排到IGN读者票选游戏前100的第94位。在2007年，GBA寿终正寝之时，游戏获得IGN最佳Game Boy Advance游戏排名的第24名；因为“惊人的视觉和音效，以及至少30小时的通关时间”，该网站也将黄金太阳系列评为2003年4月的月度游戏。在由任天堂力量举办的全任任天堂主机游戏TOP 200中，游戏排名第31。